# Regnar Westenholz (1855-1925)
 Der er flere personer med dette navn, se Regnar Westenholz (flertydig).
Regnar Asker Westenholz (født 5. februar 1855 på Mattrup, død 8. januar 1925 sammesteds) var en dansk godsejer og politiker, bror til Aage, Ingeborg og Mary Westenholz.
Westenholz blev uddannet i det fædrene firma Westenholz Brothers i London og var 1874-1890 associé deri. Efter en broder overtog han 1883 Mattrup og drev godset, indtil han 1920 overdrog det til sin søn. Han var 1898-1910 medlem af Klovborg-Tyrstrup-Grædstrup Sogneråd og 1909-10 dets formand samt 1910-1916 medlem af Skanderborg Amtsråd. Ligesom sin fader var han stærkt påvirket af engelske synspunkter og ivrig frihandelsmand. Under debatten om landbrugstold indkaldte han 26. august 1899 til et folkemøde på Mattrup, hvor der blev vedtaget en udtalelse, der blev kaldt "Matrup-resolutionen" og blev en slags program for tilhængerne af frihandel. Bl.a. på grund af hans holdning til toldspørgsmålet blev Westenholz valgt 1903 til præsident for Agrarforeningen efter Frederik Andersen-Rosendal, men han, der i fuldt mål repræsenterede sin slægts konservative idealisme, ejede ikke den blanding af fasthed og resignation, der blev forventet af en leder for en økonomisk sammenslutning, og efter en konfliktfyldt periode som formand blev han 1906 erstattet af M.E. Kirketerp. Han fortsatte sin agitation for frihandel og tog livligt del i tidens økonomiske debatter.
Han blev gift 18. september 1888 i Lyngby med Ulla Nathalia Grut (14. juni 1860 i København – 17. april 1940 i Nærum) datter af dr.med., reservekirurg og senere professor Edmund Hansen Grut (begge havde taget navneforandring fra Hansen 12. juni 1882) og hustru. Derved blev han, ligesom sin fader, giftet ind i familien Hansen, idet Edmund Hansen Grut var søn af A.N. Hansen. Begge familier var fælles om tilknytningen til England.
Han er begravet i gravlunden på Mattrup. Westenholz er portrætteret af Margrethe Svenn Poulsen 1911 og afbildet i træsnit.